# 범죄도시: 나쁜놈들 전성시대
《범죄도시: 나쁜놈들 전성시대》(영어: Eminence Hill)는 2019년 미국의 2019년 서부 액션 영화이다. 감독은 로버트 콘웨이이고, 배리 코빈, 도미니크 스웨인, 랜스 헨릭슨이 출연했다.

## 줄거리
로이스 툴리스는 자신의 형을 사형 선고한 12명의 배심원들에게 복수하기 위해 그들을 쫓으며 피의 복수극을 벌인다. 그는 형의 죽음에 대한 책임을 물으며, 한 명씩 찾아내 처단해 나간다.

## 출연
- 배리 코빈 - 노아
- 도미니크 스웨인 - 그레천
- 랜스 헨릭슨 - 메이슨
- 클린트 제임스 - 로이스
- 오언 콘웨이 - 퀸시
- 애나 하 - 루스
- 브링크 스티븐스 - 윌헬미나